# HMS Revenge (06)
O HMS Revenge foi um couraçado operado pela Marinha Real Britânica e a primeira embarcação da Classe Revenge, seguido pelo do HMS Royal Sovereign, HMS Royal Oak, HMS Resolution e HMS Ramillies. Sua construção começou em dezembro de 1913 nos estaleiros da Vickers em Barrow-in-Furness e foi lançado ao mar em maio de 1915, sendo comissionado na frota britânica em fevereiro de 1916. Era armado com uma bateria principal composta por oito canhões de 381 milímetros montados em quatro torres de artilharia duplas, possuía um deslocamento carregado de mais de 31 mil toneladas e conseguia alcançar uma velocidade máxima de pouco mais de 21 nós (39 quilômetros por hora).
O Revenge entrou em serviço no meio da Primeira Guerra Mundial e foi designado para a Grande Frota, participando da Batalha da Jutlândia em maio-junho de 1916 com apenas alguns meses de serviço, em que enfrentou e danificou cruzadores de batalha alemães da Frota de Alto-Mar. Não entrou mais em ação depois disso e passou o restante da guerra em patrulhas. Durante o período entreguerras alternou serviço no Oceano Atlântico e no Mar Mediterrâneo, sendo enviado para o Império Otomano em duas ocasiões em resposta a crises que surgiram em consequência da Guerra Greco-Turca, incluindo o Grande Incêndio de Esmirna em 1922. Tirando isso foi um período sem grandes incidentes.
A Segunda Guerra Mundial começou em setembro de 1939 e o navio foi usado principalmente na escolta de comboios no Oceano Atlântico até o final de 1941, quando foi transferido para o Extremo Oriente devido às tensões cada vez maiores com o Japão. Passou a integrar a Esquadra do Extremo Oriente depois do início da Guerra do Pacífico em dezembro, porém o Revenge foi considerado muito velho para ser usado ativamente contra os japoneses, assim foi relegado à escolta de comboios pelo Oceano Índico. Voltou para casa em meados de 1943 por estar muito desgastado e foi logo tirado de serviço, sendo colocado na reserva e usado como navio-escola. Foi descomissionado em 1948 e desmontado.